# 85C Bakery Cafe
85 °C Bakery Café, cũng có thương hiệu 85 Cafe, 85C Daily Cafe, hoặc 85 Độ C (tiếng Trung), là một chuỗi các nhà bán lẻ quốc tế bán cà phê, trà và bánh ngọt, cũng như các món tráng miệng, sinh tố, nước ép trái cây, đồ lưu niệm và các sản phẩm bánh. Nó có 1000 cửa hàng bán lẻ trên toàn thế giới. Công ty mẹ của chuỗi (Gourmet Master Co. Ltd) được đặt trụ sở tại Quần đảo Cayman.

## Lịch sử
Wu Cheng-hsueh thành lập công ty vào tháng 1 năm 2003 và mở cửa hàng đầu tiên tại Bao-Ping, Quận Đài Bắc (nay là Đài Bắc mới) vào tháng 7 năm 2004. Cái tên "85C" ám chỉ niềm tin của Wu rằng 85 °C (185 °F) là nhiệt độ tối ưu để phục vụ cà phê.
Vào tháng 9 năm 2006, công ty đã mở cửa hàng đầu tiên ở nước ngoài tại Sydney Úc. Một năm sau, cửa hàng đầu tiên ở Trung Quốc được mở tại Thượng Hải. Cửa hàng đầu tiên ở Hồng Kông được khai trương vào năm 2012, cửa hàng đầu tiên ở Hoa Kỳ vào năm 2009, tại Irvine. Bếp trung tâm Hoa Kỳ bắt đầu hoạt động vào tháng 9 năm 2013. Vào tháng 3 năm 2017, nhà bếp trung tâm của Hoa Kỳ tại Brea, California đã trở thành cơ sở năng lượng mặt trời đầu tiên trên toàn thế giới. Cơ sở này dự kiến sẽ tạo ra 527.702 kWh điện hàng năm.

### Doanh thu
Năm 2016, 67% doanh thu của chuỗi đến từ Trung Quốc, trong khi 18% đến từ Đài Loan. Trong năm 2013, cửa hàng trung bình ở Mỹ đã tạo ra hơn 700.000 đô la Mỹ doanh số hàng tháng, gấp bảy lần so với một cửa hàng trung bình ở Trung Quốc.

## Đặc sản

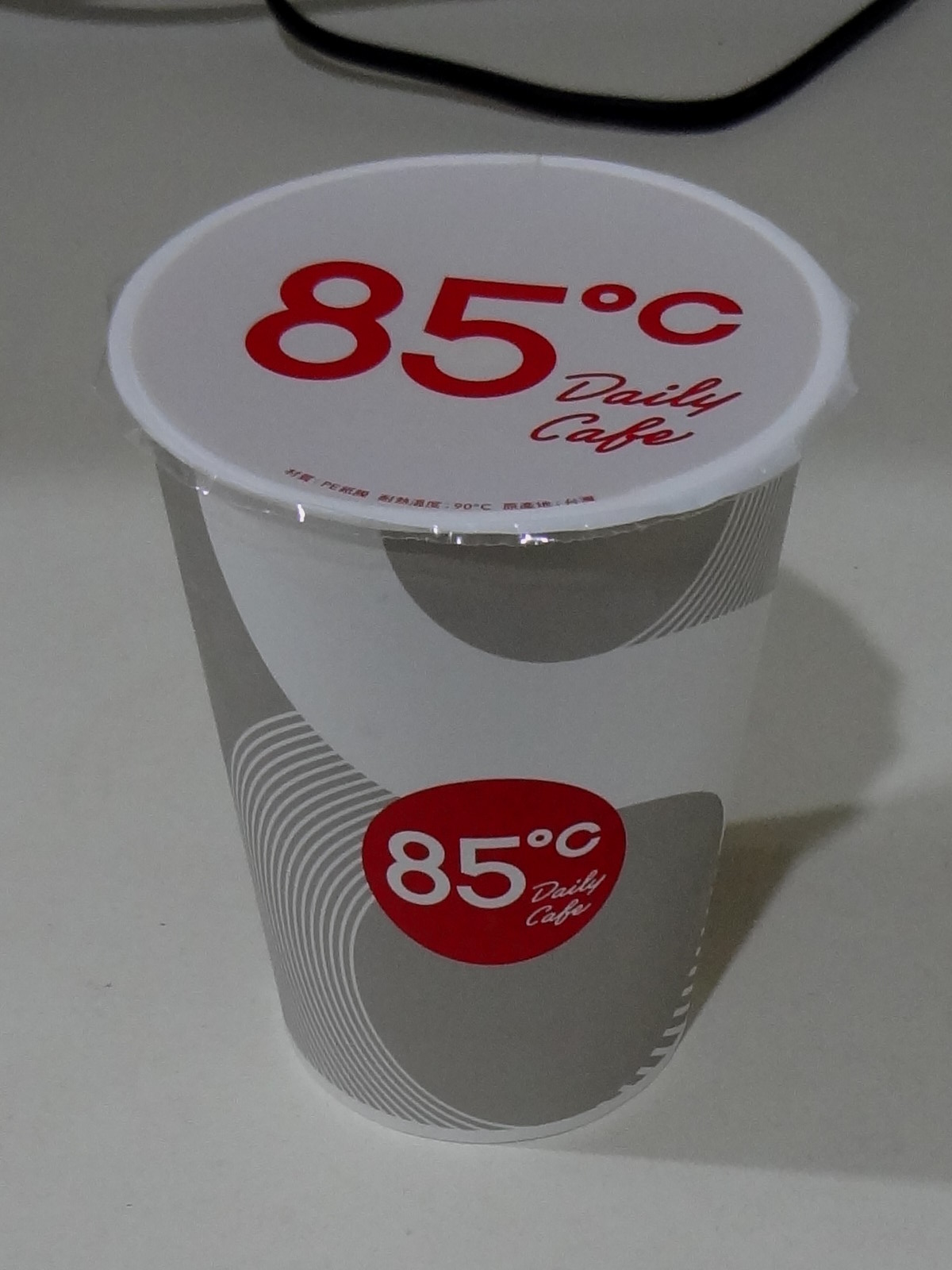
Một tách cà phê đá nhỏ từ 85 ° C Bakery Café.

Chuỗi được biết đến với cà phê muối biển của họ, được làm bằng cách làm ngọt Americano đá của họ và thêm một loại kem muối biển trên đầu. Cà phê này đã được giới thiệu trên Tạp chí TIME, CNN và NPR. Khái niệm về thức uống này được cho là xuất phát từ thói quen của người Đài Loan là rắc muối lên trái cây để mang lại vị ngọt.

## Công ty TNHH Gourmet Master

Cấu trúc nhóm và số liệu thống kê của Công ty TNHH Gourmet Gourmet Master Ltd., vào ngày 31 tháng 12 năm 2017, với các siêu liên kết đến Cơ sở dữ liệu rò rỉ ICIJ.
Cf. hướng dẫn sử dụng cho SVG tương tác này tại trang mô tả của tệp trên Wikimedia Commons.

Tại Trung Quốc, các cửa hàng 85C Bakery Cafe được quảng cáo là đến từ Đài Loan, nhưng trên thực tế, công ty chính của chuỗi (Gourmet Master Co. Ltd) được đăng ký tại Quần đảo Cayman. Bởi vì công ty mẹ này được đăng ký tại Quần đảo Cayman, luật pháp ROC không áp dụng. Sau khi được thành lập tại Đài Loan vào năm 2014 và tiến hành tái cấu trúc vốn chủ sở hữu vào tháng 9 năm 2009, công ty mẹ đã được niêm yết trên thị trường chứng khoán Đài Loan vào tháng 11 năm 2010 theo quy chế của một công ty nước ngoài niêm yết đầu tiên (do đó được chỉ định là " F chia sẻ, "với" F "biểu thị" Nước ngoài ").
Do công ty được liệt kê là "cổ phần F", Wu Cheng-hsueh và các cổ đông lớn khác phải trả mức thuế suất biên chỉ 20% cho khoản cổ tức họ nhận được thay vì mức thuế suất biên cao nhất là 40% mà họ sẽ phải trả cho các cổ đông trong một công ty Đài Loan. Ví dụ, trong năm tài chính 2011, khoản cổ tức như vậy mà Wu Cheng-hsueh nhận được lên tới hơn 10 triệu Đài tệ doanh thu thuế bị mất cho chính phủ Đài Loan.
Hơn nữa, vì "Gourmet Master Co. Ltd" đã được đăng ký và giữ lại lợi nhuận ở thiên đường thuế thấp Quần đảo Cayman, vào năm 2010, chẳng hạn, Đài Loan đã mất tới 167 triệu Đài tệ thuế doanh nghiệp mà các cơ quan thuế có thể thu được nếu lợi nhuận trước thuế đã được báo cáo đầy đủ bởi một công ty ở Đài Loan.
Khi công ty được niêm yết công khai trên thị trường chứng khoán Đài Loan vào tháng 11 năm 2010, nó có 3,85 triệu cổ phiếu trong đợt IPO.

## Tranh cãi

### Mỹ

#### Tổng thống Đài Loan Tsai Ing-wen
Vào tháng 8 năm 2018, một chi nhánh LA của 85C Bakery Cafe thuộc sở hữu của Đài Loan đã phục vụ Tsai Ing-wen và dành cho bà một "sự chào đón nhiệt tình". Các khách hàng Trung Quốc của các chi nhánh ở Trung Quốc đại lục kêu gọi tẩy chay, trong khi tuyên bố của chuỗi "xa rời tình cảm ủng hộ độc lập" khiến người dân Đài Loan tức giận, người đã cáo buộc 85C "cúi đầu trước áp lực của Trung Quốc".

### Trung hoa đại lục

#### Sử dụng nguyên liệu
Vào năm 2017, bộ phận giám sát thị trường của Thượng Hải đã phát hiện ra rằng cái gọi là bánh mì ruốc thịt heo được bán ở Thượng Hải ở 85 độ C không thực sự được làm bằng ruốc nguyên chất, mà được làm từ "bột ruốc" và chứa cả thịt lợn và đậu Hà Lan bột. Bộ tin rằng hành vi này đã vi phạm Luật Bảo vệ người tiêu dùng của Cộng hòa Nhân dân Trung Hoa và phạt tiền 150.000 nhân dân tệ.

### Đài Loan

#### Vệ sinh không đúng cách
Vào ngày 24 tháng 7 năm 2015, tờ China Times đưa tin rằng trà xanh của một cửa hàng bán lẻ ở Đào Viên, Đài Loan, được Sở Y tế Công cộng của thành phố đó phân tích trong một sự kiện lấy mẫu, chứa lượng vi khuẩn gấp 4,7 lần so với lượng cho phép theo tiêu chuẩn do Bộ đó đặt ra. Điều này có thể là do vệ sinh kém hoặc chất lượng của các thành phần hoặc xử lý không phù hợp trong quá trình sản xuất.

#### Trả quá ít
Năm 2008, "Liên đoàn Lao động Thanh niên 95" đã điều tra 50 cửa hàng của 85C Bakery Cafe, trong đó có 32 cửa hàng bị phát hiện có hành vi trái pháp luật. Trong số đó, 22 cửa hàng đã vi phạm quy định về tiền lương và 29 cửa hàng đang sử dụng lao động không có bảo hiểm.

### Úc

#### Trả lương quá ít
Từ năm 2009 đến tháng 10 năm 2014, tại Sydney, Úc, 85 °C Bakery Cafe đã trả cho bốn công nhân (ba công dân Trung Quốc Đài Loan về thị thực làm việc trong kỳ nghỉ và một sinh viên trao đổi Trung Quốc PRC) chỉ bằng 56% mức lương tối thiểu hợp pháp. Thanh tra viên của Hội chợ Công việc Úc đã yêu cầu 85C Bakery Cafe bồi hoàn cho công nhân tổng cộng 42.775 [AUD] họ sẽ trả cho họ nếu họ được tuyển dụng làm việc với mức lương tối thiểu mà họ sẽ được hưởng hợp pháp.